# كينتانيا (اسم)
كينتانيّا هو اسم عائلة إسباني. ينطق بوضع شدة فوق حرف الياء. من الأشخاص البارزون بهذا الاسم:
- أبراهام كينتانيا جونيور (مواليد 1939) - مغني وكاتب أغاني ومنتج تسجيلات أمريكي، وهو والد سيلينا كينتانيا بيريز
- إيه بي كينتانيا (أبراهام كنتانيا الثالث) (مواليد 1963) - مغني وكاتب أغاني ومنتج تسجيلات أمريكي، وهو شقيق سيلينا كينتانيا بيريز.
- ألبا كينتانيا - مؤلف موسيقي فنزويلي، عازف هارب وهاربسيكورد وبيانو وقائد أوركسترا ومعلم.
- أنطونيو دي كينتانيا (1787-1863) - عسكري إسباني برتبة عميد وحاكم شيلوي.
- أرماندو كينتانيا (مواليد 1968) - عداء مسافات طويلة مكسيكي.
- بيتو كينتانيا (1948-2007) - مغني وكاتب أغاني وموسيقي مكسيكي.
- كارل كينتانيا (مواليد 1970) صحفي أمريكي ومذيع في قناة سي إن بي سي.
- كارلوس كينتانيا (1888–1964) - رئيس بوليفيا.
- دييغو كينتانيا (مواليد 1991) - لاعب كرة قدم إكوادوري.
- إليوتريو كينتانيا (1886-1966) فوضوي ومربي إسباني.
- إليسيو كينتانيا (مواليد 1983) - لاعب كرة قدم سلفادوري.
- إيمانويل كينتانيا (مواليد 1989) - لاعب كرة قدم سلفادوري.
- إنريكي بيريا كينتانيا (1956-2006) - صحفي مكسيكي، ومراسل أخبار جرائم، ومؤسس مجلة.
- فرناندو كينتانيا (مواليد 1964) - لاعب كرة قدم إسباني معروف أيضًا باسم Txirri (تكسيري).
- فرانسيسكو خافيير كينتانيا (مواليد 1833) - كاهن تشيلي.
- هيكتور كينتانيا (1923-1998) - اللفتنانت كولونيل في سلاح الجو الأمريكي.
- إيزابيل كينتانيا (مواليد 1938) - فنانة تشكيلية إسبانية.
- خوسيه كينتانيا (1947-1977) - لاعب كرة قدم سلفادوري.
- خوسيه ألبرتو كينتانيا (مواليد 1997) - سباح بوليفي.
- ماريا خوسيه كينتانيا (مواليد 1990) - مغنية وكاتبة أغاني وممثلة تشيلية.
- ماوريسيو كينتانيا (توضيح) ، عدة أشخاص ، منهم:
  - ماوريسيو كينتانيا (لاعب كرة قدم ، مواليد 1952) (مواليد 1952) - مهاجم كرة قدم سلفادوري.
  - ماوريسيو كنتانيا (لاعب كرة قدم ، مواليد 1981) (مواليد 1981) - مدافع كرة قدم سلفادوري.
- عمر كينتانيا (مواليد 1981) - لاعب بيسبول أمريكي.
- رولاندو كينتانيا (مواليد 1977) - سائق سباقات مكسيكي.
- سيلينا كينتانيا بيريز (1971-1995) - مغنية وكاتبة أغاني أمريكية ومتحدثة وممثلة ومصممة أزياء.